# Semomesia semiatra
Semomesia semiatra är en fjärilsart som beskrevs av Adalbert Seitz 1913. Semomesia semiatra ingår i släktet Semomesia och familjen Riodinidae. Inga underarter finns listade i Catalogue of Life.